# Serie A2 2022-2023 (pallacanestro femminile)
Il campionato di Serie A2 di pallacanestro femminile 2022-2023 è stato il quarantatreesimo organizzato in Italia.

## Stagione

### Formula
Secondo le Disposizioni Organizzative Annuali, le 28 squadre partecipanti sono suddivise in due gironi da 14 squadre rispettivamente su base geografica. Viene disputata una stagione regolare con incontri di andata e ritorno.
Al termine della Prima Fase le prime 8 squadre di ogni girone sono ammesse ai Play Off promozione, dai quali vengono promosse due squadre in Serie A1. Ogni turno di Play Off si disputa al meglio delle tre gare: la prima e l'eventuale terza in casa della squadra con la migliore classifica, la seconda gara in casa della squadra con la peggiore classifica.
Le quattro squadre classificate dal 10º al 13º posto di ogni girone sono ammesse ai Play Out – al meglio delle tre gare – che decretano due retrocessioni in Serie B.
Le squadre classificate al 14º posto di ogni girone retrocedono direttamente in Serie B.

## Partecipanti
Girone Nord:
- Alpo Basket
- B.C. Bolzano
- Pall. Bolzano
- Pall. Broni
- Costa Masnaga
- Basket Carugate
- BCC Derthona Bk.
- Sanga Milano
- Ponzano
- San Giorgio MN
- Futurosa Trieste
- NP Treviso
- Libertas SBS Udine
- Vicenza

Girone Sud:
- PB63 Battipaglia
- Ancona Basket
- CUS Cagliari
- USE Empoli
- P.F. Firenze
- Thunder Matelica
- Stella Azzurra
- Panthers Roseto
- Alma Patti
- Amatori Savona
- S. Salv. Selargius
- Cest. Spezzina
- Umbertide
- Vigarano

## Stagione regolare
La stagione regolare è iniziata il giorno 8 ottobre 2022 per entrambi i gironi.
Il girone Nord ha concluso la stagione regolare il 15 aprile 2023, mentre il girone Sud ha concluso il 16 aprile 2023

### Girone Nord

#### Classifica
|  | Pos. | Squadra                           | Pt | G  | V  | P  | PtF  | PtS  |
|  | ---- | --------------------------------- | -- | -- | -- | -- | ---- | ---- |
|  | 1.   | Il Ponte Casa d'Aste Sanga Milano | 48 | 26 | 24 | 2  | 1774 | 1460 |
|  | 2.   | Autosped Castelnuovo Scrivia      | 44 | 26 | 22 | 4  | 1789 | 1430 |
|  | 3.   | Limonta Costa Masnaga             | 44 | 26 | 22 | 4  | 1909 | 1593 |
|  | 4.   | WomenAPU Delser Crich Udine       | 40 | 26 | 20 | 6  | 1678 | 1479 |
|  | 5.   | Logiman Broni                     | 24 | 26 | 12 | 14 | 1585 | 1512 |
|  | 6.   | Ecodent Alpo                      | 24 | 26 | 12 | 14 | 1747 | 1785 |
|  | 7.   | Podolife Treviso                  | 24 | 26 | 12 | 14 | 1574 | 1662 |
|  | 8.   | San Giorgio MantovAgricoltura     | 22 | 26 | 11 | 15 | 1535 | 1567 |
|  | 9.   | Alperia Basket Club Bolzano       | 20 | 26 | 10 | 16 | 1556 | 1621 |
|  | 10.  | Dimensione Bagno Carugate         | 20 | 26 | 10 | 16 | 1632 | 1795 |
|  | 11.  | Futurosa#Forna Basket Trieste     | 18 | 26 | 9  | 17 | 1633 | 1786 |
|  | 12.  | Posaclima Ponzano                 | 16 | 26 | 8  | 18 | 1481 | 1612 |
|  | 13.  | Velcofin Interlocks Vicenza       | 12 | 26 | 6  | 20 | 1498 | 1680 |
|  | 14.  | Acciaierie Valbruna Bolzano       | 8  | 26 | 4  | 22 | 1381 | 1790 |

Legenda:
      Partecipante ai play-off.
 Promossa dopo i play-off in Serie A1 2023-2024.
      Partecipante ai play-out.
 Retrocessa dopo i play-out in Serie B 2023-2024.
      Retrocessa direttamente in Serie B 2023-2024.
Regolamento:
Due punti a vittoria, zero a sconfitta.
In caso di arrivo a pari punti, contano gli scontri diretti e la classifica avulsa.
Note:
La Futurosa Trieste retrocede ai play-out e poi acquista il titolo sportivo dell'Alma Basket Patti.

### Girone Sud

#### Classifica
|  | Pos. | Squadra                            | Pt | G  | V  | P  | PtF  | PtS  |
|  | ---- | ---------------------------------- | -- | -- | -- | -- | ---- | ---- |
|  | 1.   | USE Rosa Scotti Empoli             | 44 | 26 | 22 | 4  | 1862 | 1507 |
|  | 2.   | Cestistica Spezzina                | 38 | 26 | 19 | 7  | 1763 | 1492 |
|  | 3.   | O.ME.P.S. Afora Givova Battipaglia | 38 | 26 | 19 | 7  | 1673 | 1527 |
|  | 4.   | Alma Basket Patti                  | 36 | 26 | 18 | 8  | 1857 | 1658 |
|  | 5.   | Il Palagiaccio P.F. Firenze        | 34 | 26 | 17 | 9  | 1733 | 1599 |
|  | 6.   | Halley Thunder Matelica            | 28 | 26 | 14 | 12 | 1723 | 1681 |
|  | 7.   | Techfind San Salvatore Selargius   | 28 | 26 | 14 | 12 | 1522 | 1485 |
|  | 8.   | Azimut Wealth Management Savona    | 26 | 26 | 13 | 13 | 1606 | 1640 |
|  | 9.   | La Bottega del Tartufo Umbertide   | 24 | 26 | 12 | 14 | 1547 | 1586 |
|  | 10.  | Basket Girls Ancona                | 20 | 26 | 10 | 16 | 1434 | 1575 |
|  | 11.  | E-Gap Stella Azzurra Roma          | 16 | 26 | 8  | 18 | 1426 | 1681 |
|  | 12.  | Pall. Vigarano                     | 14 | 26 | 7  | 19 | 1661 | 1873 |
|  | 13.  | CUS Cagliari                       | 10 | 26 | 5  | 21 | 1427 | 1664 |
|  | 14.  | ARAN Cucine Panthers Roseto        | 8  | 26 | 4  | 22 | 1592 | 1858 |

Legenda:
      Partecipante ai play-off.
 Promossa dopo i play-off in Serie A1 2023-2024.
      Partecipante ai play-out.
 Retrocessa dopo i play-out in Serie B 2023-2024.
      Retrocessa direttamente in Serie B 2023-2024.
 Rinuncia alla categoria.
Regolamento:
Due punti a vittoria, zero a sconfitta.
In caso di arrivo a pari punti, contano gli scontri diretti e la classifica avulsa.
Note:
L'Alma Basket Patti cede il titolo sportivo alla Futurosa Trieste.
La P.F. Firenze cede il titolo sportivo alla Rhodigium Basket.
L'Amatori Savona cede il titolo sportivo alla Panthers Roseto.

## Seconda fase
La seconda fase ha preso inizio il 22 aprile 2023 è si è conclusa il 1º giugno 2023

### Play Off Nord
|  | Quarti di finale | Quarti di finale | Quarti di finale | Quarti di finale | Quarti di finale |  |  | Semifinali    | Semifinali    | Semifinali    | Semifinali    | Semifinali    |    |    | Finale | Finale | Finale | Finale | Finale |  |
|  |                  |                  |                  |                  |                  |  |  |               |               |               |               |               |    |    |        |        |        |        |        |  |
|  | 1                | Sanga Milano     | 59               | 77               | 65               |  |  |               |               |               |               |               |    |    |        |        |        |        |        |  |
|  | 8                | San Giorgio      | 70               | 53               | 57               |  |  | Milano        | Milano        | Milano        | 64            | 72            |    |    |        |        |        |        |        |  |
|  | 4                | Udine            | 68               | 55               | 67               |  |  | Udine         | Udine         | Udine         | 50            | 68            |    |    |        |        |        |        |        |  |
|  | 5                | Broni            | 54               | 67               | 57               |  |  |               |               |               |               |               |    |    | Milano | Milano | Milano | 74     | 69     |  |
|  | 2                | Castelnuovo      | Castelnuovo      | 87               | 71               |  |  |               |               | Costa Masnaga | Costa Masnaga | Costa Masnaga | 64 | 63 |        |        |        |        |        |  |
|  | 7                | Treviso          | Treviso          | 59               | 45               |  |  | Castelnuovo   | Castelnuovo   | Castelnuovo   | 49            | 49            |    |    |        |        |        |        |        |  |
|  | 3                | Costa Masnaga    | Costa Masnaga    | 78               | 68               |  |  | Costa Masnaga | Costa Masnaga | Costa Masnaga | 68            | 60            |    |    |        |        |        |        |        |  |
|  | 6                | Alpo             | Alpo             | 64               | 63               |  |  |               |               |               |               |               |    |    |        |        |        |        |        |  |

### Play-off Sud
|  | Quarti di finale | Quarti di finale | Quarti di finale | Quarti di finale | Quarti di finale |  |  | Semifinali  | Semifinali  | Semifinali  | Semifinali  | Semifinali  |    |    | Finale  | Finale  | Finale  | Finale | Finale |  |
|  |                  |                  |                  |                  |                  |  |  |             |             |             |             |             |    |    |         |         |         |        |        |  |
|  | 1                | Empoli           | Empoli           | 70               | 72               |  |  |             |             |             |             |             |    |    |         |         |         |        |        |  |
|  | 8                | Savona           | Savona           | 42               | 60               |  |  | Empoli      | Empoli      | Empoli      | 67          | 68          |    |    |         |         |         |        |        |  |
|  | 4                | Patti            | Patti            | 65               | 50               |  |  | Firenze     | Firenze     | Firenze     | 82          | 76          |    |    |         |         |         |        |        |  |
|  | 5                | Firenze          | Firenze          | 66               | 63               |  |  |             |             |             |             |             |    |    | Firenze | Firenze | Firenze | 62     | 52     |  |
|  | 2                | La Spezia        | La Spezia        | 51               | 61               |  |  |             |             | Battipaglia | Battipaglia | Battipaglia | 72 | 55 |         |         |         |        |        |  |
|  | 7                | Selargius        | Selargius        | 44               | 52               |  |  | La Spezia   | La Spezia   | La Spezia   | 61          | 56          |    |    |         |         |         |        |        |  |
|  | 3                | Battipaglia      | Battipaglia      | 82               | 68               |  |  | Battipaglia | Battipaglia | Battipaglia | 69          | 72          |    |    |         |         |         |        |        |  |
|  | 6                | Matelica         | Matelica         | 42               | 50               |  |  |             |             |             |             |             |    |    |         |         |         |        |        |  |

### Play Out Nord
|  | primo turno | primo turno | primo turno | primo turno | primo turno |  |  | secondo turno | secondo turno | secondo turno | secondo turno | secondo turno |  |
|  |             |             |             |             |             |  |  |               |               |               |               |               |  |
|  | 10          | Carugate    | Carugate    | 62          | 43          |  |  |               |               |               |               |               |  |
|  | 13          | Vicenza     | Vicenza     | 70          | 61          |  |  | Carugate      | Carugate      | Carugate      | 56            | 70            |  |
|  | 11          | Trieste     | Trieste     | 43          | 59          |  |  | Trieste       | Trieste       | Trieste       | 53            | 55            |  |
|  | 12          | Ponzano     | Ponzano     | 47          | 64          |  |  |               |               |               |               |               |  |

### Play Out Sud
|  | primo turno | primo turno    | primo turno | primo turno | primo turno |  |  | secondo turno | secondo turno | secondo turno | secondo turno | secondo turno |  |
|  |             |                |             |             |             |  |  |               |               |               |               |               |  |
|  | 10          | Ancona         | Ancona      | 78          | 57          |  |  |               |               |               |               |               |  |
|  | 13          | Cagliari       | Cagliari    | 77          | 49          |  |  | Cagliari      | Cagliari      | 56            | 78            | 63            |  |
|  | 11          | Stella Azzurra | 58          | 72          | 59          |  |  | Vigarano      | Vigarano      | 69            | 67            | 68            |  |
|  | 12          | Vigarano       | 64          | 68          | 46          |  |  |               |               |               |               |               |  |

## Verdetti
- Promosse in Serie A1:  Sanga Milano,  PB63 Battipaglia
- Retrocesse in Serie B: Pall. Bolzano, Roseto, Trieste e Cagliari.
- Vincitrice Coppa Italia di Serie A2:  BCC Derthona Bk.